# ウテ・ボック
ウテ・ボック（Ute Bock: 1942年6月27日リンツ生まれ、2018年1月19日ウィーンで死去）は、オーストリアの教育者、難民支援者、人権活動家。彼女はウィーンに本拠を置く「難民プロジェクト・ウテ・ボック」を通じて、住居、衣類、法的および医療支援の提供を通じて、亡命希望者や難民のために尽力した。

## 生涯
高校卒業後、父親の希望でウィーン市の職に応募する。唯一の雇用機会として保育士の仕事を選び、1962年から1969年までビーダーマンズドルフの市営ホームで働き、その後はウィーンの第10区にあるザルマングッセの職人宿舎に「ホームマザー」として移る。2012年のインタビューで彼女はこの時期について次のように語った。「それは簡単ではありませんでした。私がやったことがすべて良かったわけではなく、時には暴力的な［行動も］ありました。当時はそれが一般的でした[…]。ホームだけでなく、家庭でも。恐ろしいことですが、そういう時代でした。」1976年には、彼女は「困難なケースの最後の停留所」と称されるホームの責任者になる。
1990年代の始まりに、青年局はますます多くの外国人の若者、最初はユーゴスラビア戦争の難民、次にアフリカの若者をツォーマン通りの施設に送った。多くは連邦の支援、つまり難民申請手続き中の国家からの支援を受けていない若者たちだった。ボックは、彼らにドイツ語のコース、アルバイト、そして施設に収まりきれない場合の寝床を提供しようと尽力した。このことは彼女の難民申請者に対する関与の増加とも関連していた。1999年秋、オーストリアの国民議会選挙の数日前に、物議を醸すオペレーション・スプリングの一環として、ツォーマン通りの家でも警察による強制捜査が行われた。約30人のアフリカ出身の若者が麻薬取引の疑いで逮捕され、ボックは団体形成と麻薬取引の罪で告発され、一時的に職務を停職となる。起訴は後に取り下げられたが、彼女にはツォーマン通りにさらなるアフリカの亡命希望者を収容することを禁止された。ボックは2018年1月19日に75歳で、ウィーンのウテ・ボック・ハウスにて逝去した。 彼女の墓はウィーン中央墓地のプロテスタント墓地にある。

## 難民プロジェクト・ウテ・ボック
2000年、ボックは退職し、それ以降は自ら立ち上げた難民および亡命者のための支援プロジェクトにボランティアとして常に関わるようになった。2002年5月21日に、ウテ・ボック協会—居住および統合プロジェクトが設立された。
主にボランティアによって支えられたネットワークのもと、ボックはプライベートな共同住宅やファミリーアパートを組織し、寄付や自費でそれらを資金提供し、運営した。彼女の住居プロジェクトでは、すぐに20カ国以上から300人以上の人々のために約100のアパートを提供し、政府の支援がなければ無宿者となっていた人々を支えた。 さらに、約1000人の無宿の難民申請者が、官公庁とのやりとりに必要な配送先住所を、ウテ・ボック協会に登録した。協会はまた、NGOと協力して、難民のための法的相談を組織し、無料の衣料品配布を行い、教育プログラムの一環として様々なコース（ドイツ語、識字教育、情報リテラシーなど）を提供している。
2008年、ボックの協会は財政的に危機に瀕していたが、実業家ハンス・ペーター・ハーゼルシュタインによる支援を得た。ハーゼルシュタインは、彼の私立財団コンコルディアを通じて、2011年にウィーン市からウィーン第10区ツォーマン通りの旧見習い宿舎の建物を購入し、改装および改築の資金を提供し、ボックの協会に住居（「ウテ・ボックス・ハウス」）として提供した。2012年5月、協会は約70人の難民のための住居と相談機関のためのスペースを備えた家に移転し、そこでウテ・ボック自身も小さなアパートに住んだ。このホームの設立は、主にチェチェン、ナイジェリア、ソマリア出身の住民が周辺の騒乱や犯罪の原因であると非難した近隣住民との間に対立を引き起こすことになった。

## 映像作品
オーストリアの映画製作者ホウチャング・アラヤリは、息子トム・ダリウシュ・アラヤリと共に、2008年と2009年の間にウテ・ボックの日常業務をカメラで追った。ドキュメンタリー映画『ボックを大統領に』は、シュタットキノとヴィエンナーレの共同制作で、2009年冬の学生抗議活動中にウィーン大学の占拠された大講堂でプレミア上映され、10月31日に初めて公開された。公式プレミアは、ヴィエンナーレの一環として11月1日にキュンストラ―ハウス映画館で行われ、オーストリアでの劇場公開は2010年1月15日であった。
2010年、ホウチャング・アラヤリはウテ・ボックの生活に再び焦点を当てた映画プロジェクトに取り組んだ。映画『ウテ・ボックの狂った世界』には、ヨーゼフ・ハーダー、カール・マルコビッツ、ビクトル・ゲルノット、アンドレアス・ビタセク、ジュリア・シュテンベルガー、ドロレス・シュミディンガー、ペーター・カーン、アレクサンダー・プシルなどが出演している。ボックの仕事が紹介され、彼女自身も登場し、彼女が出会った人々の物語が描かれる。

## 受賞
彼女の社会的な貢献により、ボックは数多くの賞を受賞した。
1999年：市民の勇気のためのウテ・ボック賞 
2000年：UNHCR難民賞
2002年：人権への貢献のためのブルーノ・クライスキー賞 
2002年：カール・レンナー賞 
2003年：ORFのグライネッカー高齢者賞 
2003年：マリエッタとフリードリヒ・トルベルクメダル 
2004年：スピン・ザ・グローブ賞 
2004年：オーストリア赤十字社賞 
2004年：オーバーエスタライヒ州インターカルチャー賞 
2004年：人道主義部門での同年のオーストリア人の候補にノミネート。賞金は受賞者ゲオルク・シュポルヒルと他の四人の候補者に分配された。 
2007年：世界人賞 
2011年：「人生の中心」賞 
2012年：オーストリア共和国の金メダル

## 死後の栄誉
ウィーン市はウテ・ボックを名誉墓所に埋葬することを提案したが、彼女の家族は「プライバシーの理由」でそれを断った。
写真家でボランティアの難民支援者であるジュリアン・ペシュルとグラフィックデザイナーのセヴェリン・ヘッケナストは、2018年1月20日にウィーンのドクター・カール・ルエガー広場をウテ・ボック広場に改名するためのオンライン請願を開始したが、文化担当理事はその時期と場所に関して拒否した。2月2日までに、すでに32,500回以上署名を得た。
2018年2月2日、ウィーンの英雄広場およびブレゲンツ、インスブルック、クラーゲンフルトでボックの追悼イベントが行われました。「ウテ・ボックのための光の海」では、ウィーンにおいて6000人（警察の推定）から10000人（主催者の推定）の人々が参加しました。夜の進行役はハンス・ペーター・ハーゼルシュタイナーが務め、クリスティル・ヴァインベルガー（ウテ・ボックの難民プロジェクトの理事）、アリアーヌ・バロン（ウテ・ボック・ハウスの職員）、ハウスの住民、元連邦大統領ハインツ・フィッシャー、現大統領アレクサンダー・ファン・デア・べレン、エリッヒ・フェニンガー、ハインリッヒ・シュタウディンガー、フェルディナント・マイアー、アイレーネ・ブリックナー、ハウチャン・アラーヤリがスピーチした。音楽的な枠組みは、マイケル・フィッシャーをはじめ、ブンネンコール、プロのミュージシャンで構成されたパーカッショングループ「ドラムボック」、およびラインハルト・フェンドリヒなどが提供した。
ウテ・ボック・ハウスは、後に新しい指導者が現れようとその名前を保持し続ける。
ドクター・カール・ルエガー広場では、文化都市議員によれば「原則として」名前変更は行われないとして、2019年4月27日から5月20日までウテ・ボックのための一時的な記念碑が設置される予定であった。イネス・ホッヒゲルナーとペーター・フリッツェンヴァルナーは、ルエガーの肖像に対して、ウテ・ボックと二人の難民のグループ写真を対話的に配置することを計画した。
ウィーンの第10区ファボリテンでは、2020年12月にウテ・ボック・ハウスの近くであるツォーマン通りの間のウインデン通りとグスリゲル通りの間に新たに誕生する交通エリアをウテ・ボックの道と名付けることが決定された。

## 出版
コルネリア・クレプスとの共編：Ute Bock. Die Geschichte einer Flüchtlingshelferin. Molden Verlag, Wien 2010, ISBN 978-3-85485-268-1.

## リンク
難民プロジェクト・ウテ・ボック（ドイツ語・英語・ペルシャ語・アラビア語・ロシア語）